# Serie A 1989 (pallapugno)
La Serie A 1989 è stata la 68ª edizione del massimo campionato italiano di pallapugno maschile.

## Squadre partecipanti
| Club         | Capitano          | Città                    |
| ------------ | ----------------- | ------------------------ |
| Albese       | Flavio Dotta      | Alba (CN)                |
| Sanstefanese | Massimo Berruti   | Santo Stefano Belbo (CN) |
| Canalese     | Riccardo Aicardi  | Canale (CN)              |
| Spec Cengio  | Rodolfo Rosso     | Cengio (SV)              |
| Astor Ceva   | Arrigo Rosso      | Ceva (CN)                |
| Cortemiliese | Stefano Dogliotti | Cortemilia (CN)          |
| Taggese      | Marco Pirero      | Taggia (IM)              |
| Monferrina   | Carlo Balocco     | Vignale Monferrato (AL)  |
| Merlese      | Livio Tonello     | Mondovì (CN)             |
| Subalcuneo   | Giorgio Vacchetto | Cuneo                    |

## Classifica
|    | Club         | P  |
| -- | ------------ | -- |
| 1  | Canalese     | 16 |
| 2  | Monferrina   | 12 |
| 3  | Cortemiliese | 12 |
| 4  | Spec Cengio  | 12 |
| 5  | Taggese      | 11 |
| 6  | Astor Ceva   | 7  |
| 7  | Merlese      | 6  |
| 8  | Subalcuneo   | 5  |
| 9  | Albese       | 5  |
| 10 | Sanstefanese | 4  |

| Subalcuneo | Albese | 11-10 |

## Fase Finale

### Spareggi Play-off
| Canalese     | Subalcuneo |
| Spec Cengio  | Taggese    |
| Cortemiliese | Astor Ceva |
| Monferrina   | Merlese    |

### Finali Scudetto
| Squadra 1    | Squadra 2  | Andata | Ritorno |
| ------------ | ---------- | ------ | ------- |
| Canalese     | Taggese    |        |         |
| Cortemiliese | Monferrina |        |         |

| Squadra 1 | Squadra 2   | Gara 1 | Gara 2 | Gara 3 |
| --------- | ----------- | ------ | ------ | ------ |
| Canalese  | Cortemliese | 11-7   | 11-7   | 11-7   |

## Squadra Campione d'Italia
Canalese
- Battitore: Riccardo Aicardi
- Spalla: Lanza Andrea
- Terzini: Giulio Ghigliazza, Sandro Tamagno